# Alfa Andromede
Alfa Andromede (α Andromede, okrajšano Alfa And ali α And), uradno tudi Alferac je od Sonca oddaljena 97 svetlobnih let in je tudi najsvetlejša zvezda v ozvezdju Andromede. Ker se nahaja takoj na severovzhodu ozvezdja Pegaza, je ta zvezda tudi zgornja leva zvezda asterizma Veliki Pegazov kvadrat.
Četudi se na nebu pojavi z navideznim sijem +2,06 kot le ena zvezda, je to v bistvu binarni sistem, ki ga sestavljata dve zvezdi v tesnem tiru. Kemijska sestava svetlejše od dveh zvezd je zelo nenavadna, saj je to živosrebro-manganska zvezda z atmosfero, ki vsebuje nenormalno večje koncentracije živega srebra, mangana in drugih elementov, med drugim galij in ksenon. To je najsvetlejša znana živosrebro-manganska zvezda.

## Nomenklatura
α Andromede (latinizirano v Alfa Andromede) je Bayerjevo poimenovanje zvezde. Ptolemaj je zvezdo delil med Andromedo in Pegazom, zato je Johann Bayer zvezdo poimenoval v obeh ozvezdjih: Alfa Andromede (α And) in Delta Pegaza (δ Peg). Ko so se moderne meje ozvezdij leta 1930 poravnale, je tudi zvezda končno pristala v pravem ozvezdju.
Zvezda je dobila tradicionalno ime Alferac ali Alferat in Sirah iz arabskega imena سرة الفرس surrat al-faras "popek kobile". (sam del سرة je surrah.) Beseda kobila izraža zvezdino zgodovinsko umestitev v Pegaza. Leta 2016 je Mednarodna astronomska zveza sestavila Delovno skupino za zvezdna imena (WGSN) da bi katalogirali in standardizirali ustrezna imena zvezd. Prvi bilten skupine WGSN julija 2016 je že vseboval pravo ime Alferac.

## Sistem
Radialna hitrost zvezde od nas ali proti nam se lahko točno določi z rdečim ali modrim premikom v spektru. Ameriški astronom Vesto Slipher je naredil niz takšnih merjenj od 1902 do 1904 in odkril, da se radialna hitrost α Andromede periodično spreminja. Raziskavo je zaključil s sklepom, da je to spektroskopski binarni zvezdni sistem s periodo 100 dni. Grobo orbito je objavil Hans Ludendorff leta 1907, bolj natančno pa jo je kasneje napovedal Robert Horace Baker.

### Spremenljivost primarne komponente
α Andromede je po raznih poročilih rahlo spremenljiva, a opazovanja med letoma 1990 in 1994 so pokazala, da se njen sij spreminja za manj kot 0,01 magnitudo. A Adelman in njegovi sodelavci so med opazovanji med letoma 1993 in 1999 odkrili, da se živosrebrova črta v spektru 398,4 nm rahlo spreminja med vrtenjem primarne zvezde. To se zgodi zaradi neenakomerne porazdelitve živega srebra v atmosferi. To so leta 2002 tudi objavili. Dopplersko slikanje opazovanj je Adelmanu in ostalim omogočilo, da so ugotovili visoko koncentracijo okoli ekvatorja. Preučevanje Dopplerjevih slikanj iz leta 2007 pa je pokazalo, da se te oblaki počasi pomikajo po zvezdini površini.

## Opazovanja
Na levi je prikazana lega α Andromede. Vidi se jo lahko s prostim očesom, teoretično pa je vidna na vseh širinah severneje od 60° južno. Zvečer od avgusta do oktobra bo na srednjih širinah visoko na nebu.

## Optični spremljevalec
Zgoraj opisani binarni sistem ima optično vizualno spremljevalko, ki jo je odkril William Herschel 21. julija 1781. Po Aitkenovem katalogu dvojnih zvezd je to zvezda ADS 94 B s spektralnim tipom G z navidezno magnitudo približno 10,8. Četudi se po naključju pojavi blizu ostalih dveh zvezd, je ta veliko dlje od nas. Misija Gaia je to zvezdo umestila več kot 1.300 svetlobnih let vstran.

## V popularni skupnosti in medijih
Zvezdni sistem se na plošči Ayreonov The Source iz leta 2017 imenuje tudi »Sirah«. Na plošči so se vesoljci odločili, da zapustijo svoj planet in gredo na iskanje novega doma, ki kroži okrog »zvezde Sirah«.